# Adalbert Vitalyos
Adalbert Vitalyos est un journaliste français né le 10 juillet 1914 à Szolnok en Hongrie et mort le 24 mai 2000 dans le 18e arrondissement de Paris. Il est le créateur du magazine philatélique Le Monde des philatélistes.
Arrivé en France en 1929, il obtient la nationalité française en 1932. En 1935, il devient typographe-linotypiste au journal Le Temps.
Prisonnier de guerre du 20 juin 1940 à 1943, il retrouve son emploi dans l'imprimerie du Temps, devenue celle du journal Le Monde. Il participe à la fabrication du premier numéro daté du 19 décembre 1944.
En 1946, ce philatéliste tient une chronique hebdomadaire de philatélie dans le supplément Une semaine dans le monde. Avec la disparition de celui-ci en 1948, sa rubrique qu'il tient jusqu'en 1986 est intégrée au Monde.
Avec le soutien d'Hubert Beuve-Méry, il crée Le Monde des philatélistes, un magazine philatélique mensuel dont le premier numéro paraît le 13 octobre 1951. Il en est le rédacteur en chef d'octobre 1953 à juin 1977.
Il a également fondé un syndicat de la presse philatélique qui fusionne en 1994 avec une autre association pour devenir l’Association de la presse philatélique francophone.